# Reflets dans un œil d'homme
Ne doit pas être confondu avec Reflets dans un œil d'or.
Reflets dans un œil d'homme, est un essai écrit en français par la romancière canadienne Nancy Huston, et publié le 2 mai 2012 aux éditions Actes Sud,.

## Résumé
Dans cet essai, Nancy Huston remet en cause les études de genre qui voudraient que le comportement masculin ou féminin ne soit que le résultat d'une éducation, d'un conditionnement. À Simone de Beauvoir qui écrivait qu'on ne naissait pas femme mais qu'on le devenait, elle répond que le sexe détermine un certain nombre de comportements qu'il est vain de nier. Ainsi, selon elle, la cause des femmes pourrait être mieux défendue.

## Éditions
- Actes Sud, 2012  (ISBN 978-2-330-00587-0).